# Escoles municipals (Ulldecona)
Les Escoles municipals és una escola pública d'Ulldecona (Montsià). L'edifici és una obra noucentista protegida com a Bé Cultural d'Interès Local.

## Edifici
Edifici de cos únic rectangular, amb els extrems sobresortints, envoltat per una cerca dintre la qual s'ha construïts actualment un segon edifici destinat a aulari. Consta de dos pisos amb grans finestrals allindats en el primer pis i d'arc de mig punt en el segon. La porta d'accés es troba en el sector sud. El mur és de maçoneria arrebossada a l'exterior, amb emmarcament d'obertures i cornisa superior d'obra de maó vista. Tot i que l'interior ha estat reformat, conserva la típica distribució d'aules grans, a vegades dividides amb envans. La teulada és de quatre vessants amb teula àrab sobre xebrons de fusta.
La construcció de l'edifici es va aprovar amb la Dictadura de Primo de Rivera, inaugurant-la en els anys de la segona República, venint a fer la inauguració el llavors ministre d'Ensenyament Marcel·lí Domingo.